# Simona Păucă
Simona Păucă (Azuga, 1969. szeptember 19. –) kétszeres olimpiai bajnok román tornász.

## Életpályája
1974-ben kezdett tornázni a Bukaresti 2. sz. Iskolai Sportklubban, ahol Iulia Rotarascu volt az edzője. 1982-től a Bukaresti Dinamo Sportklubhoz igazolt át, edzői itt Emilia Vătășoiu-Liță és Florin Ștefănescu voltak. A román válogatott tagjaként Dévára került, Adrian Goreac és Maria Cosma edzők irányítása alá.
Bár azelőtt már kitűnően szerepelt más nemzetközi versenyeken is, legnagyobb eredményeit az 1984-es Los Angeles-i olimpián szerezte. Ezen a megmérettetésen induló román válogatott tagjai rajta kívül még Cristina Grigoraș, Mihaela Stănuleț, Szabó Katalin, Lavinia Agache és Laura Cutina voltak, és bár ez utóbbi három tornász volt a favorit, Paucă két aranyérmet is szerzett: gerendán, illetve a csapattal, továbbá egyéni összetettben bronzérmes lett. Gerendagyakorlatára a maximális tízes pontszámot kapta.
Sikeres olimpiai részvétele után, a „következő Nadia Comăneci”-ként emlegették, és nagy reményeket fűztek hozzá, ám a szülei és edzői között adódó konfliktus miatt távoznia kellett a válogatottból, 1986-ban pedig végképp visszavonult a versenyzéstől.
Teljesítményéért megkapta a Kiváló Sportoló címet.
Visszavonulása után 1990–1992 a Bukaresti 7-es sz. Dinamo Iskola Sportklub edzőjeként tevékenykedett, aztán Szatmárnémetiben volt edző.
1993-ban házasodott össze Gheorghe Rus üzletemberrel, Ana lányuk 1994-ben született. 2000-ben a család Szatmárnémetiből Kolozsvárra költözött, ahol a Păucă jelenleg is (2017) a Kolozsvári Municípiumi Sportklub edzőjeként tevékenykedik.